# 패밀리 아레나
패밀리 아레나(Family Arena)는 미국 미주리주 세인트찰스에 위치한 실내 경기장이다. 과거 CHL 세인트찰즈 칠의 홈경기장으로 사용했다.